# 핀란드 사회민주당
핀란드 사회민주당 (--- 社會民主黨, 핀란드어: Suomen Sosialidemokraattinen Puolue; SDP 수오멘 소시알리데모크라티넨 푸올루에; 앳새데페[*], 스웨덴어: Finlands Socialdemokratiska Parti)은 핀란드의 사회민주주의 정당이다. 1899년 창당된 SDP는 현존하는 핀란드 정당들 중 가장 역사가 오래된 정당이다. SDP는 핀란드의 최대 노총 핀란드 노동조합중앙기구(SAK)와 밀접한 관계가 있다. 국제부문에서는 사회주의 인터내셔널, 유럽 사회당, 북유럽 사회민주노동운동 합동위원회 가맹정당이다.

## 당의 역사
SDP는 1899년 핀란드 노동자당(핀란드어: Suomen Työväenpuolue 수오멘 튀외배엔푸올루에[*])이라는 이름으로 처음 창당되었다가 1903년 지금의 이름으로 개칭했다. SDP는 1907년 설립된 핀란드 노동조합(SAJ)과 밀접한 관계를 가졌으며, SAJ 조합원들은 모두 SDP 당원으로 가입했다. 1906년 보통평등선거권이 이루어지고 신분제 국회가 폐지되는 의회개혁이 있기 전까지 SDP는 주로 원외 저항운동을 했다. 의회개혁 이후 SDP는 1916년 득표율이 47%까지 치솟았고, 200석 중 103석을 얻어 단독 과반수를 확보했다. 핀란드 역사상 한 정당이 이렇게 많은 의석을 가진 예는 전무후무하다. 그러나 1917년 선거에서 과반수를 잃게 되었고, 1918년 무력으로 사회변혁을 이루고자 혁명을 일으켰다. 그 결과 핀란드는 내전에 휩싸인다.
SDP 당원들은 핀란드 사회주의 노동자 공화국을 선언했으나, 내전 결과 원로원이 이끄는 백군에게 패배했다. 내전의 결과 당료 다수가 피살, 투옥되거나 소비에트 러시아로 도피했다. 내전을 일으켰다는 사실과 그 내전에서 패배했음은 우익들의 시각에서 보았을 때, 당의 정치적 정통성에 흠결을 입혔다. 하지만 당의 지지 기반은 여전히 굳건했고, 배이뇌 탄네르의 지도 하에 재조직된 SDP는 1919년 선거에서 200석 중 80석을 얻으며 부활한다. 한편 러시아로 도피한 SDP 당원들은 1918년 모스크바에서 핀란드 공산당(SKP)을 창당했다. 핀란드 공산당은 1944년까지 핀란드에서 불법정당이었지만, 위장조직들을 앞세워 활동했다. 이로 인해 핀란드의 노동계급은 SDP와 SKP로 양분되었다.
내전 이후 당 주석이 된 탄네르의 일생 과업은 SDP를 수권정당으로 회복시키는 것이었다. 그 결과 SDP는 애국주의적 성향을 가지게 되었고, 다른 북유럽 국가들의 자매정당들과 상대적으로 소외되었다. 1931년에서 1937년까지 페르 에빈드 스빈후부드의 공화국 대통령 재임기에 SDP는 1926년 소수여당내각인 탄네르 내각 1회를 제외하면 내각에서 줄곧 배제되었다. SDP가 내각에 제대로 입각하기 시작한 것은 1937년 퀴외스티 칼리오가 대통령에 당선된 이후였다. 제2차 세계대전 시기 SDP가 여러 차례 내각 연정에 참여한 것은 겨울전쟁(1939년-1940년) 때 소련의 위협에 맞선 국민적 통합을 상징했다.
SDP는 1923년부터 1940년까지 노동사회주의 인터내셔널 가맹정당이었다.
계속전쟁(1941년-1944년) 초기 몇 개월 동안, 핀란드군이 전쟁 전 국경에서 진격을 멈춰야하는지, 그 너머까지 정복을 시도해야 하는지 문제로 핀란드는 의회와 내각, 국민들의 의견이 모두 양분되었다. 하지만 국가의 형세가 위기에 처하자 다시 국민적 통합이 요구되었고, SDP 지도부는 가시적 반전운동을 자제하기로 결정했다. 이 결정은 전후 당내 좌파가 분당해 나가고 계속전쟁 이후 첫 선거에서 SKP가 상당한 선전을 올린 요인이라고 지목된다.
계속전쟁이 끝나고 SKP가 합법화되었다. 1944년에서 1949년 사이 핀란드 정치의 주요 화두는 SDP와 SKP의 경쟁이었다. 양자는 모두 노동계급 대변정당을 자처했고, 노동조합들에 대한 통제를 시도했다. 이 시기에 SDP, SKP, 그리고 농업동맹(ML)이 각각 25%씩의 지지율을 가지면서 핀란드 정계를 삼분했다. 전후 SDP는 ML을 비롯한 우파 정당들과 함께 핀란드의 주권과 민주주의를 옹호하는 노선을 취했고, 1948년에는 공산당원들이 내각에서 퇴출되기에 이른다. 소련은 우파 정당들보다 SDP에게 더 비판적이었다.
SDP의 반공주의 노선 때문에, 미국의 중앙정보국(CIA)은 북유럽의 자매정당들을 통해 돈세탁을 하거나, 전후의 고물가를 틈타 커피 따위 "사치품"을 수입해 와 비싸게 팔았다는 식의 방법으로 SDP에 자금을 지원했다.
1956년 핀란드 대통령 선거에서 SDP 후보 카를아우구스트 파게르홀름은 1표 차이로 ML의 우르호 케코넨에게 패배했다. 파게르홀름은 총리가 되어 제1(1956년-1957년), 2차 파게르홀름 내각(1958년-1959년)을 꾸렸다. 제2차 파게르홀름 내각은 소련의 압력으로 해산되었고(밤서리 위기), 이후 ML이 주도하는 내각들이 들어섰다. 1958년, 탄네르가 당주석으로 복귀하자 전 당주석 에밀 스콕을 위주로 한 SDP 당원 일부가 분당하여 노동자 소농 사회민주동맹(TPSL)을 창당했다. 이 분당은 여러 가지 이유가 있었다. 당이 이익집단으로 기능해야 하느냐 여부, 반공주의 우파와 협력할 것이냐, 케코넨 대통령의 ML과 SKP와 협력할 것이냐 문제 등 여러 층위의 이유가 얽혀 있었다. 1960년대에 TPSL이 흔들리면서 TPSL 당원들은 SDP나 SKP로 이적했다. TPSL 창당자 에밀 스콕도 1965년 SDP로 돌아왔다. 1970년 선거에서 TPSL은 원내 의석 확보에 실패했다.
1966년에 이르러야 SDP는 소련을 만족시켜 내각에 입각할 수 있게 되었다. 그 이후 SDP는 대부분의 핀란드 내각에 입각했으며, 대개 중도 농본주의 정당인 중앙당(KESK, 농업동맹이 개칭)과 연대했지만, 때때로 자유보수주의 정당인 국민연합당(KOK)과 연대하기도 했다. KESK와 KOK가 연정한 1991년에서 1995년 사이에는 SDP는 야당이었다.
1995년 총선에서 SDP는 득표율 28.3%, 의석 200석 중 63석을 얻으면서 2차대전 이후 최대 선전을 거두었다. SDP는 다시 여당이 되었고, 파보 리포넨은 1995년에서 2003년까지 두 차례 내각을 이끌었다. 이 시기에 SDP는 친유럽주의 입장을 받아들이고, 핀란드의 유럽연합 가입을 적극적으로 추진했다. 2003년 총선에서 SDP는 200석 중 53석을 얻으면서, 55석의 KESK에 한 끝 차이로 뒤졌다. 리포넨은 의회의장이 되었고 KESK 당수 안넬리 얘텐매키가 총리가 되어 SDP와의 연정내각을 꾸렸다. 얘텐매키는 재임 2개월 만에 이라크 추문으로 인해 사임하고 KESK의 마티 반하넨이 후임 총리가 되어 제1차 반하넨 내각을 지도했다.
1982년에서 2012년까지 30년 동안 핀란드의 대통령은 사회민주당원이 차지했다.

## 당의 이념
사민당은 중도좌파 사회민주주의 정당이다. 복지정책 확대와 성소수자의 입양권, 스웨덴어의 공용화, 공립대학 확대 및 기금 인상에 찬성한다. 2022년 러시아의 우크라이나 침공 전까지 북대서양 조약 기구 가입을 반대했으나 이후 가입 찬성으로 선회했다. 사민당은 환경주의적 정책을 도입하여, 2030년까지 화력 발전을 중단하고 원자력 발전으로 이를 대체해야한다고 주장한다.
반면 핀란드 사민당은 핀인당 못지않게 난민 통제 정책을 지지한다. 이 당은 이민자들이 핀란드로 들어오는 것을 반대하며, 핀란드의 민족성을 지지한다. 사민당은 이민 이슈는 경제적으로 이득이 될때만 허용될 수 있다고 주장한다.
이 당은 2011년 총선 이후의 정부 계획 협상에서 경제개혁을 반대했다.
사민당은 노동조합들과 밀접한 관계를 유지하고 있다. 핀란드 정부는 실업자에게 실업급여를 중간자를 통해서 주는데, 이 중간자는 거의 노동조합이 맡고 있다. 이 당은이 관계를 약화시키는 방향의 사회개혁에 반대한다.
사민당 당원들의 평균 연령은 61.5세다. 당원의 절반 이상이 활동적 노동력이다. 당원 중 60% 정도가 남성이다.

## 근황

2011년 지자체별 사회민주당 지지도. 사회민주당은 남부 및 동부에서 큰 지지를 받았다.

2007년 총선에서 사민당은 제3당이 되었다. 제1당인 중앙당의 당수 마티 반하넨이 총리가 되었다. 제1차 반하넨 내각은 중앙당, 국민연합당, 녹색동맹(Vihr.), 스웨덴 인민당 연정이었고, 사민당은 야당이 되었다. 사민당 당주석 에로 헤이낼루오마는 선거 직후 사임하지는 않았지만 그 다음 당대회에서 사임을 발표했다. 후임 당주석은 유타 우르필라이넨이 선출되었다. 사민당은 2008년 지방선거와 2009년 유럽의회 선거에서도 계속 의석을 잃었다.
2011년 총선에서 사민당은 득표율 19.1%, 의석 42석으로 3석을 더 잃었다. 역대 최악의 성적이었다. 하지만 중앙당이 그보다 더 참패했기 때문에 사민당은 제2당이 되었다. 제1당은 국민연합당, 제3당은 극우정당인 핀인당(PS)이었다. 2011년 총선에서 사민당과 핀인당의 표 차이는 1,500 여 표에 불과했다. 지루한 협상 끝에 국민연합당과 사회민주당을 중심으로 한 6당 연정내각인 카타이넨 내각이 출범했다. 사민당 당주석 우르필라이넨은 카타이넨 내각의 재무장관으로 입각했다. 총리는 국민연합당 총재 이위르키 카타이넨이 맡았다.
2015년 총선에서도 사민당의 지지율 하락세는 계속되었다. 득표율 16.5%에 의석 34석으로 8석을 더 잃었다. 역대 최악 성적을 갱신한 사민당은 제4당으로 전락했다. 제3당인 국민연합보다 50,110 표 적게, 제4당인 녹색동맹보다 237,000 표 많게 득표한 결과였다.
2016년 6월 22일 핀인당 의원 마리아 톨파넨이 핀인당을 탈당하고 사민당에 입당하면서 사민당의 의석수는 35석이 되었다. 2017년 제2당이던 PS에 분열이 일어나 청색미래당이 분당해 나가면서 사회민주당은 어부지리로 제3당이 되었다.
2015년 10월, 핀인당의 지지율 폭락으로 인해 사민당은 지지율이 다시 1위로 올라섰다. 또한 2017년 1월부터 중앙당의 지지율이 낮아지기 시작해, 사민당은 2018년 4월 주도적인 위치를 잡게 되었다. 2위인 국민연합당과 1.5%p차로 접전을 벌이고 있다. 게다가 녹색동맹의 지지율이 13%로 폭등해, 오는 2019년 총선에서 녹색동맹, 좌파전선과 연정해 집권할 수 있을 것이라는 예측도 나오고 있다. 그리고 실제로 2019년 선거에서 승리해 안티 린네 총리가 취임하였다. 12월 린네 총리가 국영 우편 서비스 파업 사태로 책임을 지고 사임하고, 후임으로 산나 마린 총리가 취임하였다.

## 역대 지도부
| 당주석 | 부주석 | 당서기 |
| --- | --- | --- |
| 1899년-1901년 닐스 로베르트 아프 우르신 1901년-1903년 카를 프레드릭 헬스텐 1903년-1904년 타비 타이니오 1904년-1905년 야코 에밀 페르틸래 1905년-1906년 에드바르드 발파스해니넨 1906년-1909년 마티 파시부오리 1909년-1911년 오토 빌레 쿠시넨 1911년-1913년 마티 파시부오리 1917년-1918년 쿨레르보 만네르 1918년-1926년 배이뇌 탄네르 1926년-1930년 마티 파시부오리 1930년-1944년 카를로 하르발라 1944년-1946년 오니 힐투넨 1946년-1957년 에밀 스콕 1957년-1963년 배이뇌 탄네르 1966년-1975년 라파엘 파시오 1975년-1987년 칼레비 소르사 1987년-1991년 페르티 파시오 1991년-1993년 울프 순드크비스트 1993년-2005년 파보 리포넨 2005년-2008년 에로 헤이낼루오마 2008년-2014년 유타 우르필라이넨 2014년-현재 안티 린네 | 1918년–1919년 세트 헤이킬래 1905년-1906년 마티 파시부오리 1906년-1909년 알렉산테리 얘르벤패 1909년-1911년 위리외 시롤라 1911년-1913년 마티 파시부오리 1913년-1917년 유시 피에티캐이넨 1917년-1918년 에드바르드 귈링 1918년-1919년 마티 파시부오리 1919년-1922년 배이뇌 살로바라 1922년-1926년 요한 프레드릭 알토 1926년-1930년 리에티 이트코넨 1930년-1936년 마티 파시부오리 1936년-1939년 에드바르드 후투넨 1939년-1944년 배이뇌 살로바라 1944년-1952년 알렉시 알토넨 1952년-1955년 마티 레피스퇴 1955년-1957년 에로 안티카이넨, 튀네 레이보라르손 1957년-1960년 올라비 린드블롬, 오니 힐투넨 1960년-1972년 올라비 린드블롬 1972년-1975년 베이코 헬레, 마르기트 에스크만 1975년-1984년 베이코 헬레, 피르코 튀욀래얘르비 1984년-1987년 피르코 튀욀래얘르비, 마티 아흐데 1987년-1990년 마티 아흐데, 피료 알라카페 1990년-1991년 마티 푸하카 1991년-2002년 안테로 케코넨 2002년-2005년 타르야 필라토브 2005년-2008년 피아 비타넨 2008년-2010년 이카 칸톨라 2010년-2012년 마리아 구제니나 2012년-2014년 크리스타 키우루 2014년-2017년 안티 린트만 2017년-현재 사나 마린 | 1899년-1905년 유호 퀴외스티 카리 1905년-1918년 마티 투르키아 1918년-1918년 배이뇌 후플리 1918년-1926년 타비 타이니오 1926년-1936년 카를 하랄드 비크 1936년-1944년 알렉시 알토넨 1944년-1946년 운토 바료넨 1946년-1957년 배이뇌 레스키넨 1957년-1966년 카를로 피칭키 1966년-1969년 에르키 라티카이넨 1969년-1975년 칼레비 소르사 1975년-1981년 울프 순드크비스트 1981년-1987년 에르키 리카넨 1987년-1991년 울푸 이바리 1991년-1996년 마르쿠 휘배리넨 1996년-2002년 카리 라이티넨 2002년-2005년 에로 헤이낼루오마 2005년-2008년 마리트 펠트란타 2008년-2010년 아리 코르호넨 2010년-2012년 미카엘 융그네르 2012년-2017년 레이요 파나넨 2017년-현재 안톤 뢴홀름 |

## 선거 내역

### 의회선거
| 의회선거      | 의회선거 | 의회선거 | 의회선거  | 의회선거 |
| 선거          | 득표수   | 득표율   | 의석      | 증감     |
| ------------- | -------- | -------- | --------- | -------- |
| 1907년        | 329,946  | 37.03%   | 80 / 200  |          |
| 1908년        | 310,826  | 38.40%   | 83 / 200  | 3        |
| 1909년        | 337,685  | 39.89%   | 84 / 200  | 1        |
| 1910년        | 316,951  | 40.04%   | 86 / 200  | 2        |
| 1911년        | 321,201  | 40.03%   | 86 / 200  | 0        |
| 1913년        | 312,214  | 43.11%   | 90 / 200  | 4        |
| 1916년        | 376,030  | 47.29%   | 103 / 200 | 13       |
| 1917년        | 444,670  | 44.79%   | 92 / 200  | 11       |
| 1919년        | 365,046  | 37.98%   | 80 / 200  | 12       |
| 1922년        | 216,861  | 25.06%   | 53 / 200  | 27       |
| 1924년        | 255,068  | 29.02%   | 60 / 200  | 7        |
| 1927년        | 257,572  | 28.30%   | 60 / 200  | 0        |
| 1929년        | 260,254  | 27.36%   | 59 / 200  | 1        |
| 1930년        | 386,026  | 34.16%   | 66 / 200  | 7        |
| 1933년        | 413,551  | 37.33%   | 78 / 200  | 12       |
| 1936년        | 452,751  | 38.59%   | 83 / 200  | 5        |
| 1939년        | 515,980  | 39.77%   | 85 / 200  | 2        |
| 1945년        | 425,948  | 25.08%   | 50 / 200  | 35       |
| 1948년        | 494,719  | 26.32%   | 54 / 200  | 4        |
| 1951년        | 480,754  | 26.52%   | 53 / 200  | 1        |
| 1954년        | 527,094  | 26.25%   | 54 / 200  | 1        |
| 1958년        | 449,536  | 23.12%   | 48 / 200  | 6        |
| 1962년        | 448,930  | 19.50%   | 38 / 200  | 10       |
| 1966년        | 645,339  | 27.23%   | 55 / 200  | 17       |
| 1970년        | 594,185  | 23.43%   | 52 / 200  | 3        |
| 1972년        | 664,724  | 25.78%   | 55 / 200  | 3        |
| 1975년        | 683,590  | 24.86%   | 54 / 200  | 1        |
| 1979년        | 691,512  | 23.89%   | 52 / 200  | 2        |
| 1983년        | 795,953  | 26.71%   | 57 / 200  | 5        |
| 1987년        | 695,331  | 24.14%   | 56 / 200  | 1        |
| 1991년        | 603,080  | 22.12%   | 48 / 200  | 8        |
| 1995년        | 785,637  | 28.25%   | 63 / 200  | 15       |
| 1999년        | 612,963  | 22.86%   | 51 / 200  | 12       |
| 2003년        | 683,223  | 24.47%   | 53 / 200  | 2        |
| 2007년        | 594,194  | 21.44%   | 45 / 200  | 8        |
| 2011년        | 561,558  | 19.10%   | 42 / 200  | 3        |
| 2015년        | 490,102  | 16.51%   | 34 / 200  | 8        |
| 2019년        | TBA      | TBA      | TBA       | TBA      |
| 지방선거      |          |          |           |          |
| 선거          | 득표수   | 득표율   | 의석      | 증감     |
| 1945년        | 265,689  |          | 2,100     |          |
| 1950          | 377,294  | 25.05%   |           |          |
| 1953년        | 449,251  | 25.53%   |           |          |
| 1956년        | 424,977  | 25.42%   |           |          |
| 1960년        | 414,175  | 21.10%   | 2,261     |          |
| 1964년        | 530,878  | 24.75%   | 2,543     | 182      |
| 1968년        | 540,450  | 23.86%   | 2,351     | 192      |
| 1972년        | 676,387  | 27.05%   | 2,533     | 182      |
| 1976년        | 665,632  | 24.82%   | 2,735     | 202      |
| 1980년        | 699,280  | 25.50%   | 2,820     | 85       |
| 1984년        | 666,218  | 24.70%   | 2,830     | 10       |
| 1988년        | 663,692  | 25.23%   | 2,866     | 36       |
| 1992년        | 721,310  | 27.08%   | 3,130     | 264      |
| 1996년        | 583,623  | 24.55%   | 2,742     | 388      |
| 2000년        | 511,370  | 22.99%   | 2,559     | 183      |
| 2004년        | 575,822  | 24.11%   | 2,585     | 26       |
| 2008년        | 541,187  | 21.23%   | 2,066     | 519      |
| 2012년        | 487,924  | 19.57%   | 1,729     | 337      |
| 2017년        | 498,252  | 19.38%   | 1,697     | 732      |
| 유럽의회 선거 |          |          |           |          |
| 선거          | 득표수   | 득표율   | 의석      | 증감     |
| 1996년        | 482,577  | 21.45%   | 4 / 16    |          |
| 1999년        | 221,836  | 17.86%   | 3 / 16    | 1        |
| 2004년        | 350,525  | 21.16%   | 3 / 14    | 0        |
| 2009년        | 292,051  | 17.54%   | 2 / 13    | 1        |
| 2014년        | 212,211  | 12.3%    | 2 / 13    | 0        |

### 대통령 선거
| 의회의원 간접선거제 | 의회의원 간접선거제       | 의회의원 간접선거제 | 의회의원 간접선거제 | 의회의원 간접선거제 | 의회의원 간접선거제 | 의회의원 간접선거제 | 의회의원 간접선거제 | 의회의원 간접선거제 | 의회의원 간접선거제 | 의회의원 간접선거제 | 의회의원 간접선거제 |
| 선거                | 후보                      |                     |                     | 선거인              | 득표수              | 득표율              |                     |                     |                     |                     | 결과                |
| ------------------- | ------------------------- | ------------------- | ------------------- | ------------------- | ------------------- | ------------------- | ------------------- | ------------------- | ------------------- | ------------------- | ------------------- |
| 1925년              | 배이뇌 탄네르             |                     |                     | 79                  | 165,091             | 26.6%               |                     |                     |                     |                     | 낙선                |
| 1931년              | 배이뇌 탄네르             |                     |                     | 90                  | 252,550             | 30.2%               |                     |                     |                     |                     | 낙선                |
| 1937년              |                           |                     |                     | 95                  | 341,408             | 30.7%               |                     |                     |                     |                     | 낙선                |
| 선거인단 간접선거제 |                           |                     |                     |                     |                     |                     |                     |                     |                     |                     |                     |
| 선거                | 후보                      | 대중투표            | 대중투표            | 대중투표            | 선거인단            | 선거인단            | 선거인단            | 선거인단            | 선거인단            | 선거인단            | 결과                |
| 선거                | 후보                      | 득표수              | 득표율              | 선거인단            | 득표수              | 득표율              | 득표수              | 득표율              | 득표수              | 득표율              | 결과                |
| 1950년              |                           | 343,828             | 21.8 (#2)           | 64 / 300            |                     |                     |                     |                     |                     |                     |                     |
| 1956년              | 카를아우구스트 파게르홀름 | 442,408 23.3        | 23.3 (#2)           | 72 / 300            | 72 / 300            | 24.0 (#2)           | 114 / 300           | 38.0 (#1)           | 149 / 300           | 49.7 (#2)           | 낙선                |
| 1962년              | 라파엘 파시오             | 289,366             | 13.1 (#3)           | 36 / 300            | 37 / 300            | 12.3 (#3)           |                     |                     |                     |                     | 낙선                |
| 1968년              | 우르호 케코넨 지지        | 315,068             | 15.5 (#4)           | 55 / 300            | 201 / 300           | 67.0 (#1)           |                     |                     |                     |                     | 당선                |
| 1978년              | 우르호 케코넨 지지        | 569,154             | 23.2 (#1)           | 74 / 300            | 259 / 300           | 86.3 (#1)           |                     |                     |                     |                     | 당선                |
| 1982년              | 마우노 코이비스토         | 1,370,314           | 43.1 (#1)           | 144 / 300           | 145 / 300           | 48.3 (#1)           | 167 / 300           | 55.7 (#1)           |                     |                     | 당선                |
| 직간접선거제        |                           |                     |                     |                     |                     |                     |                     |                     |                     |                     |                     |
| 선거                | 후보                      | 대중투표            | 대중투표            |                     | 선거인단            | 선거인단            | 선거인단            | 선거인단            |                     |                     | 결과                |
| 선거                | 후보                      | 득표수              | 득표율              | 득표수              | 득표율              | 득표수              | 득표율              |                     |                     |                     | 결과                |
| 1988년              | 마우노 코이비스토         | 1,513,234           | 48.9 (#1)           |                     | 144 / 301           | 48.0 (#1)           | 189 / 301           | 63.0 (#1)           |                     |                     | 당선                |
| 직접선거제          |                           |                     |                     |                     |                     |                     |                     |                     |                     |                     |                     |
| 선거                | 후보                      | 1차 투표            | 1차 투표            |                     | 결선투표            | 결선투표            |                     |                     |                     |                     | 결과                |
| 선거                | 후보                      | 득표수              | 득표율              | 득표수              | 득표율              |                     |                     |                     |                     |                     | 결과                |
| 1994년              | 마르티 아티사리           | 828,038             | 25.9                |                     | 1,723,485           | 53.9 (#1)           |                     |                     |                     |                     | 당선                |
| 2000년              | 타르야 할로넨             | 1,224,431           | 40.0 (#1)           |                     | 1,644,532           | 51.6 (#1)           |                     |                     |                     |                     | 당선                |
| 2006년              | 타르야 할로넨             | 1,397,030           | 46.3 (#1)           |                     | 1,630,980           | 51.8 (#1)           |                     |                     |                     |                     | 당선                |
| 2012년              | 파보 리포넨               | 205,020             | 6.7 (#5)            |                     |                     |                     |                     |                     |                     |                     | 낙선                |
| 2018년              | 툴라 하타이넨             | TBA                 | 3.3 (#6)            |                     |                     |                     |                     |                     |                     |                     | 낙선                |

## 같이 보기
- 핀란드의 정치
- 산나 마린
- 안티 린네
- 노르딕 모델
- 포르사 강령
- 핀란드의 정당